# Leandro Bonfim
Leandro do Bonfim, mais conhecido como Leandro Bonfim, (Salvador, 8 de janeiro de 1984), é um ex-futebolista brasileiro que atuava como meia.

## Carreira
Meio-campista, foi revelado pelo Vitória. Foi campeão sul-americano sub-17 com a Seleção Brasileira.
Após um ano como profissional do Vitória, ele transferiu-se para o PSV Eindhoven da Holanda com apenas dezoito anos. Permaneceu no clube holandês por três anos.
Em 2005, jogou o primeiro semestre no Porto, de Portugal e no segundo foi contratado pelo {Futebol São Paulo}}, onde teve a oportunidade de conquistar o título do mundial de clubes.
Contratado no primeiro semestre de 2006 pelo Predefinição:Futeol Cruzeiro, o meio-campista defendeu a equipe mineira durante boa parte do ano, até voltar a Portugal para defender o Nacional da Madeira até o fim desse ano.
Em 2007, foi contratado pelo Vasco da Gama por um ano.
Em 2009, foi contratado pelo Fluminense para substituir o jogador Válber (recém-contratado e dispensado por lesão). Após muitas contusões e pouca disponibilidade, foi dispensado em maio. Ele recebeu sondagens do Bahia, porém sua contratação só foi concretizada em 31 de maio de 2010.
Na metade do ano de 2010, Leandro foi anunciado como o mais novo reforço do Avaí para o restante do Campeonato Brasileiro e disputa da Copa Sul-Americana.
Em maio de 2012, foi contratado pela Portuguesa, como reforço para o Brasileirão 2012. Em junho, foi reprovado nos exames. No início de 2013, acertou com o Audax Rio para o Carioca desse ano. Em meados desse ano, foi vendido ao Al-Ittihad.

## Títulos
PSV Eindhoven
- Campeão Holandês: 2003, 2005
- Campeão da Supercopa da Holanda: 2003

Cruzeiro
- Campeonato Mineiro: 2006

Seleção Brasileira
- Campeão Sul-Americano Sub-17 - 2001